# Ave

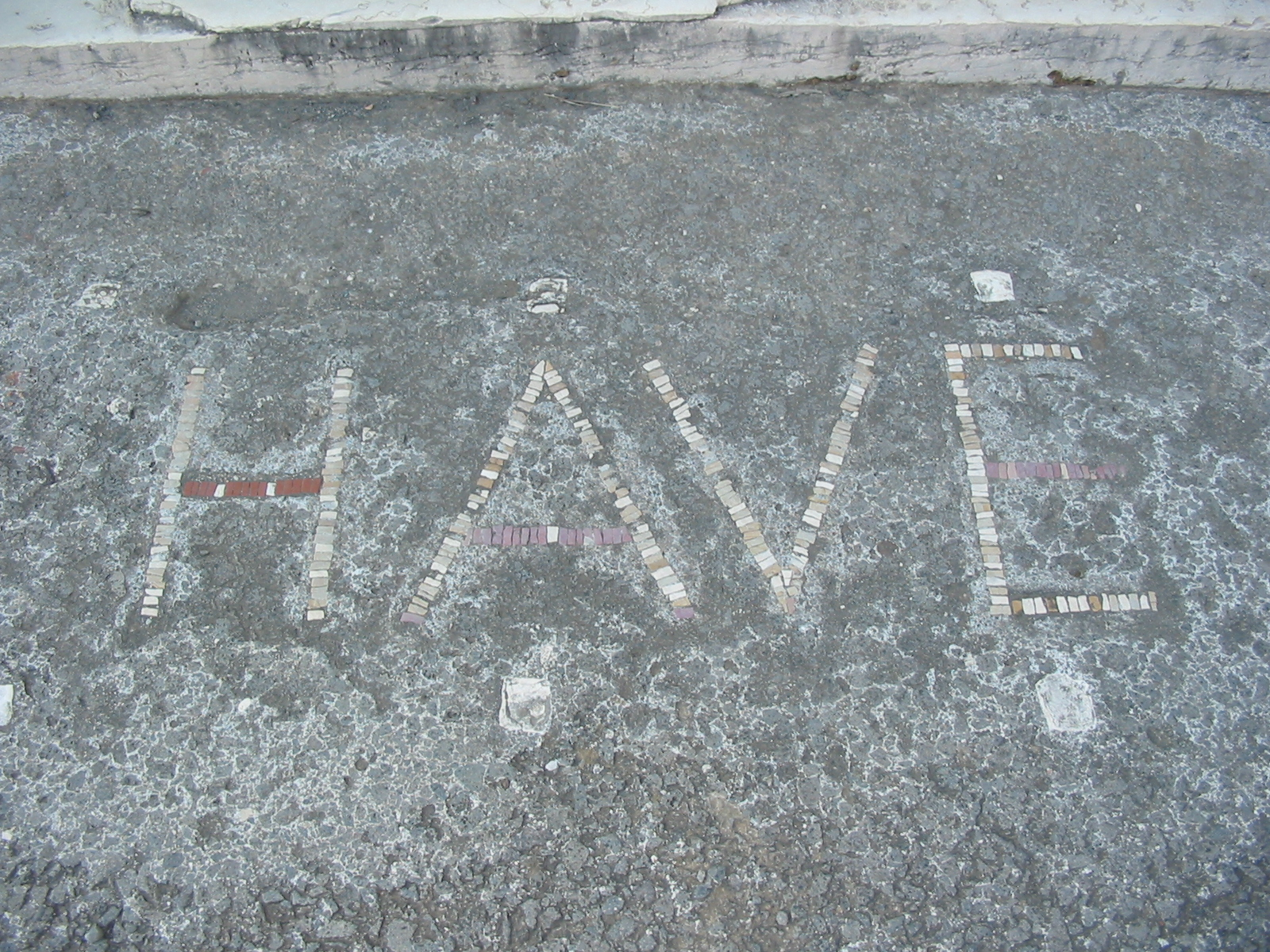
Mozaika před Faunovým domem

Ave je latinské slovo využívané Římany jako pozdrav, znamenající „sláva“. Jeho užívání se datuje až do 1. století př. n. l., kdy se vyvinulo jako forma slova have.
Termín byl používán zejména jako pozdrav Caesara nebo jiných autorit. Suetonius zaznamenal, že při jedné příležitosti zločinci, jejichž osudem bylo zemřít, během falešné námořní bitvy oslovili císaře Claudia výrokem Ave Caesar! Morituri te salutant! v překladu Sláva Caesarovi! Ti, co mají zemřít, Vás zdraví! Tato fráze nebyla zaznamenána pří žádné jiné příležitosti. Pozdrav přijaly i fašistické režimy během 20. století. Rovněž tato fráze byla používána během nacistické třetí říše formou nepřímého německého překladu, heil.
Slovo bylo použito ve vulgátě, starověkém latinském překladu bible, k překladu původního řeckého Χαῖρε Chaire, což byl pozdrav s původním významem „raduj se“. Podle Lukášova evangelia tak oslovuje archanděl Gabriel Marii, aby ji zvěstoval narození syna Ježíše. Z novozákonního textu bylo Ave Maria převzato do modlitby k Panně Marii, která je česky známá jako Zdrávas Maria.